# Sikorsky S-92
Sikorsky S-92 je višenamjenski helikopter za prijevoz srednje teških tereta s dva motora. Radi se o evoluciji helikoptera Sikorsky S-70.
H-92 Superhawk je vojna inačica, koja može prevesti do 22 vojnika, odnosno može se prilagoditi raznim potrebama, uključujući za potragu i spašavanje te za VIP prijevoz. H-92 naručila je kanadska vojska 2004. godine pod nazivom CH-148 Cyclone.

## Razvojni put
Zamisao o potrebi za helikopterom kao što je H-92 postala je jasna još krajem 1980-ih godina, kada se već razmatrala zamjena ili pak upotpunjavanje uloga helikoptera poput UH-60 Black Hawk, Sea King ili pak drugih helikoptera u toj klasi unutar koje spadaju i helikopteri kao što je poznata Super Puma. U svojoj civilnoj inačici, veliku ulogu S-92 konstruktori tvrtke Sikorsky vidjeli su u luksuznom helikopteru za prijevoz putnika, ali i u sve aktualnijoj ulozi prijevoza ljudi i materijala na udaljene morske nafte bušotine. Razvoj tog helikoptera prvi je put i javno objavljen široj javnosti 1992. godine kada je i prikazana maketa tog helikoptera u prirodnoj veličini. Razvoj S-92 išao je brzo i uz velika financijska ulaganja, što je i očekivano, jer iza te tvrtke stoji bogato iskustvo, ali i velika financijska moć (prihod tvrtke Sikorsky samo u 2003. godini iznosio je 2,1 milijardu dolara). Ipak niti takva financijska moć nije mogla spasiti privremeno zaleđivanje razvojnog programa već 1993. i to zbog negativnog svjetskog tržišta helikoptera, zbog čega su se okrenuli traženju stranih partnera koji će sudjelovati u daljnjem razvoju letjelice i to prije svega zbog smanjenja financijskog rizika u slučaju tržišnog neuspjeha. Osim financijske sigurnosti postoji i pretpostavka kako će države u kojima se nalaze kooperativne tvrtke nastojati kupiti taj helikoper zbog međusobne koristi. Do 1995. Sikorsky je na taj način oko sebe okupio tim koji je jednostavno nazvan TEAM S-92, a činili su ga japanski Mitsubishi Heavy Industries (7,5% udjela i izrada dijelova kabine), španjolski Games (7% udjela i izrada interijera putničkog prostora te kućišta reduktora), pa čak i kineska tvrtka Jingdezhen (2% udjela i izrada repne grede i repnih površina), dok su tvrtke Embraer i ADIC iz Tajvana ugovorni proizvođači pilotske kabine i gorivnog sustava. Te iste godine, S-92 je predstavljen i na međunarodnoj izložbi u Parizu, pri čemu je izazvao veliko zanimanje, osobito zbog toga što se o tom helikopteru govorilo malo, a predstavio se kao izniman helikopter.
Tijekom razvojnog procesa izrađeno je ukupno pet prototipova pri čemu su četiri primjerka uporabljena za letna ispitivanja, dok je jedan prototip rabljen za zemaljska ispitivanja strukturalne čvrstoće te ugradnju opreme i instrumenata.
Iako je razvoj S-92, tj. H-92 baziran na osnovi Black Hawk/Seahawk obitelji helikoptera, u odnosu na svog prethodnika, Super Hawk je strukturalno i koncepcijski potpuno novi helikopter. Primarna zadaća za koju je H-92 namijenjen jest traganje i spašavanje u borbenim i neborbenim uvjetima, na koju se još nadovezuje široka lepeza zadaća koju taj helikopter može izvršavati. Poboljšanja koja su očekivana u odnosu na Black Hawk helikopter jesu veći stupanj aktivne i pasivne zaštite, veći dolet uz istodobnu mogućnost prijevoza veće količine korisnog tereta, jednostavnije održavanje s manjim omjerom radnih sati održavanja po satu leta helikoptera, te veći stupanj sigurnosti helikoptera. Zadatak nije bio baš lak jer je H-60 (sa svojim vrlo velikim brojem inačica) i danas vrlo napredan helikopter čija je najnovija serijska inačica UH-60S tehnološki vrhunac zrakoplovne tehnologije, ali s nedostacima koje smo naveli, a koji će se početi ispoljavati u skoroj budućnosti. 
Prvi let ovog helikoptera u civilnoj inačici S-92 izveden je 23. prosinca 1998. godine nakon čega su uslijedili vrlo intenzivni probni letovi kako bi se što prije dobili certifikati za plovidbenost od strane kompetentnih svjetskih udruženja. Ne treba zaboraviti ni to da je i utrka s vremenom pridonijela otvaranju financijskih izvora, jer mu je glavni tehnološki suparnik s gotovo jednakim mogućnostima bio helikopter EH-101, a najveći ulog je bila borba za helikopter koji će prevoziti predsjednika SAD-a. Ipak, faktor sigurnosti, koji je glavni adut tvrtke Sikorsky, nije bio dovoljan za pobjedu, zbog čega se u najvišim političkim vrhovima još vode polemike, a sigurno je veliki moralni udarac bila i činjenica da će uz jaku zrakoplovnu industriju američkog predsjednika prevoziti europski helikopter. FAA je izdala certifikat na simboličan datum 17. prosinca 2002., točno 99 godina nakon prvog leta braće Wright. 
Proizvodnja helikoptera odobrena je već 1999. kako bi potencijalnim kupcima dokazala spremnost za isporuku letjelica, što je ubrzo i urodilo rezultatima. Osim borbe za predsjednički helikopter, S-92 pripremao se za dva velika natječaja: kanadski mornarički helikopter (kojem je suparnik ponovno bio EH-101), te novi američki CSAR-X (combat search and rescue - borbeno traganje i spašavanje) helikopter koji će imati zadaću naslijediti prekaljeni HH-60 Pawe Hawk, a ukupna narudžba procjenjuje se na 146 helikoptera. Iako je EH-101 pobijedio već u natječaju za kanadski SAR (search and rescue - traganje i spašavanje) helikopter, isti se slučaj nije ponovio s potrebom zamjene 32 stara mornarička helikoptera CH-124 Sea King (kanadska oznaka), jer je u studenome 2004. potpisan toliko očekivani ugovor o prodaji 28 primjeraka H-92 koje su Kanađani preimenovali u CH-148 Cyclone. Ugovor je vrijedan 4,23 milijarde dolara, u što ulazi kupnja helikoptera (s početkom isporuke 2008. godine), te preobuka osoblja, nabava simulatora i tehnička podrška idućih 20 godina.
Najzanimljivija borba u koju se upustila tvrtka Sikorsky je pobjeda na natječaju koji se zove CSAR-X. Helikopter koji predstavlja Sikorsky, a koji je i nama s vojnog aspekta najzanimljiviji, jest HH-92 Super Hawk, pa će nastavak teksta biti za opis upravo te inačice.

## Konstrukcijska izvedba
Cjelokupna izvedba helikoptera zamišljena je kao modularna izvedba, pri čemu ne treba osobito isticati kako su u njezinoj izvedbi rabljeni kompozitni materijali koji čine gotovo 40% cjelokupne konstrukcije. Iako je namijenjen da bude zamjena HH-60, od njega se razlikuje većim dimenzijama, iako posjeduje letne osobine mnogo manjih helikoptera, jer je stupanj preživljavanja u CSAR zadaćama proporcionalan s pokretljivošću helikoptera. Na prvi pogled, mnogi će teško razlikovati ovaj helikopter od njegova glavnog suparnika EH-101, jer su izgled transportnog prostora i repne grede vrlo slični, dok je bočno gledano najizraženija razlika u nižem smještaju motora i reduktora kod HH-92. Mnogima će u razlikovanju tih dvaju helikoptera pomoći upravo rotori helikoptera, jer H-92 ima četverokraki noseći rotor, dok EH-101 ima peterokraki rotor, a repni rotor je na H-92 na desnoj strani, a kod EH-101 na lijevoj strani repne grede. 
Vanjskim izgledom dominira veliki transportni prostor koji je maksimalno protegnut prema repu, čime se inače neiskorištena duljina repne grede maksimalno iskoristila. Iako teretni prostor koji se proteže ispod repne grede nije predviđen za prijevoz težih tereta, uspješno je iskorišten za ugradnju spuštajuće rampe širine 2,13 m. Rampa kao na H-92 ne nalazi se na helikopteru Black Hawk, te uvelike olakšava unos većih tereta, kao što i u akcijama CSAR-a omogućava brži izlazak i ulazak ljudi, što je presudno u takvim zadaćama, kako bi se što kraće boravilo u neprijateljskom okruženju. Zanimljivo je da je H-92 jedini helikopter u svojoj klasi koji s potpuno otvorenim stražnjim vratima, tj. rampom, nema ograničenje brzine, tj. može letjeti s jednakom maksimalnom brzinom leta kao i u slučaju podignute rampe.
Transportni prostor je kvaliteta tog helikoptera i s razlogom je proizvođač stalno navodi. Pojedinci koji prvi put vide unutrašnjost H-92 pomisle da se radi o transportnom ili putničkom avionu, jer je "veći izunutra nego izvana". Dimenzije teretnog/putničkog prostora (dužina: 6,10m, visina: 1,83m, širina: 2,01m) omogućuju u putničkoj inačici smještaj i do 23 putnika (s po tri sjedala u redu) uz osoblje posluge, a u vojnoj inačici 22 potpuno opremljena vojnika ili pak 16 nosila i dva bolničara, pri čemu maksimalna količina korisnog tereta iznosi 4434 kg, a podvjesnog 4536 kg. Ulaz u teretni prostor osiguran je spuštajućom rampom te kliznim vratima na desnoj strani, čime je na oba ulaza omogućen utovar tereta velikih dimenzija, ali ostaje nejasno zašto unatoč pozitivnim iskustvima s kliznim vratima na obje strane transportnog prostora helikoptera ovakve namjene i Sikorsky s H-92 nije učinio isto. Uporaba kompozitnih materijala, ali i najnovija tehnologija izrade dijelova od aluminijskih legura, doveli su do životnog vijeka trupa od čak 30 000 sati. Pretpostavlja se da do kraja svoj radnog vijeka trup to neće dostići, smanjujući tako uvelike troškove generalnog remonta helikoptera. Unatoč svojim velikim dimenzijama, H-92 prilagođen je transportu u zrakoplovima C-5 i C-17, a potrebno vrijeme za pripremu H-92 za ovakav transport traje samo 20 minuta, dok vrijeme potrebno da se nakon transporta dovede u letno stanje zajedno sa svim potrebnim preletnim pregledima iznosi rekordnih 40 minuta.
Gledajući helikopter izvana, upadljivi su veliki bočni samozatvarajući tankovi koji služe kao osnovni rezervoari zapremine 2877 litara (760 galona), a čiji stražnji dijelovi služe i za smještaj uvlačivog glavnog stajnog trapa. Odmah iza sustava uvlačenja stajnog trapa ugrađen je sustav gorivnih pumpi koje imaju i zanimljivu ulogu stvaranja vakuuma u rezervoarima u slučaju nesreće, kako ne bi došlo do pojave zapaljenja gorivnih para. Unutar trupa moguć je smještaj dodatnih gorivnih rezervoara zapremine 370 galona, čime se dolet H-92 uz 20 minuta rezerve leta povećava na respektabilnih 1482 km. Kod HH-92 inačice, dolet teoretski može biti beskonačan, jer se s desne donje strane pilotske kabine nalazi sustav za napajanje gorivom u zraku, povećavajući time fleksibilnost djelovanja tog helikotera u npr. uvjetima dugotrajnog SAR-a ili potreba hitnog prebaziranja helikoptera na žarišna područja. U kućištu bočnih gorivnih spremnika moguća je ugradnja samonapuhavajućih sustava za slijetanje na vodu, dok se prednji nalaze ispod pilotske kabine a stražnji u repnoj gredi. Time je osigurano plutanje helikoptera na vodi i do jačine valova od 5 stupnjeva.
Pilotska kabina skladno je ukomponirana u liniju helikoptera, pri čemu ostakljenje kabine osigurava vrlo hvaljenu preglednost, koja se osim velikih staklenih površina i ergonomskim položajem pilota, postiže i minimalnom izvedbom pregradnih upornica koje, pogotovo kod starijih helikoptera, dosta ograničavaju vidno polje. Ulazak posade u pilotsku kabinu osiguran je kroz teretni prostor, a primjedbe koje su se odnosile na nepostojanje zasebnih vratiju za posadu u slučaju nužde, osporene su ugradnjom odbacivih bočnih prozora dovoljnih dimenzija da posada bez poteškoća napusti kabinu. Uostalom, jer se radi o modularnoj izvedbi trupa, ugradnja bočnih vratiju na pilotsku kabinu strukturalno bi oslabila taj dio, jer zbog pokretnih dijelova vratiju struktura gubi svoju kompaktnost. U zašiljenom nosnom dijelu nalazi se veliko kućište za smještaj senzora ili pak radarskog sustava, a cijelo je kućište obloženo sa zaštitom protiv štetnog djelovanja radarske opreme kako bi se zaštitila posada.

## Pogonska skupina i rotori
Dugo se vodila rasprava o ugradnji motora, jer su neki zagovarali ugradnju tri slabija motora, radi povećanja sigurnosti, ili pak ugradnju dva jača motora, kako bi u slučaju otkaza jednoga od njih, drugi bio u mogućnosti održavati horizontalan let helikoptera pri maksimalnom opterećenju, omogućavajući posadi da helikopter dovedu na sigurno. Najveća prepreka ugradnji dvaju jakih motora bila je izvedba dovoljno snažnog sustava prijenosa snage u takvim izvanrednim slučajevima, što je na kraju riješeno razvojem jedinstvenog reduktora planetarnog tipa, čije razdoblje između generalnog remonta iznosi čak 6000 sati rada. Odluka je pala na ugradnju dva motora koji u odnosu na tri slabija motora pružaju uštedu na težini i niže troškove održavanja, jer je potonja karakteristika jedna od glavnih prodajnih argumenata tog helikoptera.
Odabir pogonske grupe zaustavio se na ugradnji dva turbovratilna motora General Electric CT7-8C, gdje svaki daje snagu od 3000 KS, dajući pri tome 25% veću snagu u odnosu na CT7-8A, koji se ugrađuje na civilnu inačicu S-92. Upravljanje motorima i njihova kontrola onavlja se preko dvokanalnog sustava FADEC (full authority digital electronic control system) koji ne samo da olakšava rad posade s motorima već ovisno o vanjskim atmosferskim uvjetima, opterećenju helikoptera i namjeni leta maksimalno iskorištava motore uz njihovo istovremeno održavanje u dozpuštenim granicama, čime se produžuje radni vijek motora i uvelike smanjuje potrošnja goriva. Na usisnicima motora nećete vidjeti separatore za prašinu kao u većine helikoptera, već su oni integrirani u motor koji je opremljen sustavom protiv zaleđivanja, omogućavajući uz ostale sustave helikoptera letenje i na temperaturama do -40°C. Motori se pokreću pomoću komprimiranog zraka, koji se dobiva od APU-a (auxiliary power unit - pomoćni sustav napajanja ) ili pak u slučaju njegova kvara pokretanje je moguće i s vanjskog izvora komprimiranog zraka. Motori preko prethodno navedenog reduktora, koji bez podmazivanja može raditi još daljnjih 30 minuta, pokreće četverokraki kompozitni noseći rotor promjera 17,17 m. Pristup motorima i reduktoru uvelike je olakšan ugradnjom velikog pokretnog pokrova, gdje se njegovim kliznim pomicanjem prema naprijed osigurava nesmetan pristup svim sustavima iznad teretnog prostora.
Lopatice nosećeg rotora izrađene su u potpunosti od kompozitnih materijala, a najzanimljivija odlika im je neograničeni vremenski vijek trajanja, što pridonosi velikom smanjenju troškova održavanja. Vrhovi lopatica rotora povijeni su prema dolje i unazad, radi povećanja uzgona rotora, upravljivosti te mogućnosti ostvarivanja veće obodne brzine lopatice (pri velikim brzinama vrtnje na krajevima lopatica rotora dolazi do kretanja lopatice krozzvučnim ili nadzvučnim brzinama, što ima za posljedicu velike gubitke u učinkovitosti rotora). Tijekom letnih ispitivanja ustanovljen je vrlo tihi rad, visoki stupanj učinkovitosti, nezahtjevno održavanje i iznimno visok stupanj sigurnosti kojem, po tvrdnjama proizvođača, pridonosi najveća balistička otpornost od svih helikoptera u američkim oružanim snagama.
Lopatice repnog rotora izrađene su u potpunosti od kompozitnih materijala, a tijekom ispitivanja simuliran je udar ptice u rotor, što je po silini udarca bilo kao izravni pogodak 30 mm zrna, nakon čega je rotor nastavio raditi bez narušavanja letnih karakteristika.
Iako prototipovi S-92 i prvi primjerci H-92 imaju klasičan sustav hidrauličnog upravljanja, kanadska je mornarica pri svojoj narudžbi izrazila želju da opremi svoje helikoptere fly-by-wire sustavom upravljanja, što i nije novitet, jer prvi serijski helikopter koji je poletio s takvim sustavom upravljanja jest NH-90. Tako je za potrebe Kanađana razvijena inačica s fly-by-wire sustavom, koji se sa svojim prednostima dokazao u tolikoj mjeri da se i Sikorsky odlučio na HH-92 inačicu ugraditi takav sustav. Takav je sustav upravljanja Sikorsky već isprobao na ukinutom projektu RAH-66, no najveće prednosti ogledaju se u smanjenju težine helikoptera (nema klasičnog hidrauličnog prijenosa), brža reakcija helikoptera na komandu pilota, povećani stupanj sigurnosti, jer predstavlja manju površinu i manje je osjetljiv na eventualni pogodak zrna, a i moguće je cjelokupni sustav upravljanja automatizirati na višu razinu.

## Oprema i avionika
Opremu i avioniku namijenjenu ugradnji u ovaj helikopter mnogi smatraju čak i pretjeranom jer, samo za primjer, najnoviji paket modernizacije Block 40/45 koji se ugrađuje u poznati visokosofisticirani Boeing E-3 AWACS može se naći upravo u ovom helikopteru. Pilotska kabina u samom je vrhu, a kabinom dominira Rockwell Collinsov glass cockpit s četiri ili opcionalno pet višenamjenskih LCD prikaznika u boji, pri čemu su od klasičnih instrumenata zadržana samo četiri: umjetni horizont, brzinomjer, visinomjer te žiromagnetski kompas. Od klasičnih navigacijskih i letnih podataka na prikaznicima je moguće istovremeno prezentiranje podataka o uvjetima koji vladaju na cilju, upozorenje ili praćenje opasnosti sustavom koji ili autonomno ili u vezi s drugim radarskim sustavima daje relevantne podatke posadi. Posada isto tako u realnom vremenu ima prikaz svih podataka koje može dobiti ili sa zapovjednog mjesta (bilo da je u zraku ili na zemlji) ili pak od drugih zrakoplova koji imaju mogućnost slanja podataka. Glavni izvor podataka je tzv. CROP sustav (common relevant operational picture) koji na osnovi prikupljenih podataka prezentira detaljnu sliku pojedinaca koje se traži, a koji se nalaze u ograničenom području traganja i spašavanja. Zahvaljujući senzorima koji se nalaze na helikopteru ili, pak, na zemlji, CROP sustav će u slučaju opasnosti sugerirati posadi najsigurniju rutu, alternativna mjesta slijetanja, najbliže prijateljske postrojbe, vrstu ugroze itd., kako bi posada u najkraćem vremenu donijela odluku. Isti sustav, ovisno o tome kako je programiran, u slučaju opasnosti aktivira sustav za elektroničko ometanje AN/ALQ-210 ili, sustav za izbacivanje toplinskih mamaca BAE Systems AN/ALQ-144 te radarskih mamaca AN/ALE-47. Ako posada odluči, upravljanje helikopterom do mjesta zaledbenja u skladu s GPS koordinatama moguće je prepustiti autopilotu koji će s odabrane rute usporiti helikopter, prevesti ga u snižavanje i u planiranom kursu sve do trenutka zalebdenja na željenoj visini. Osim Star SAFIRE III FLIR sustava i NVG-a, radi dobivanja slike prostora oko helikoptera postoji mogućnost ugradnje dopplerovog radara čiji je smještaj predviđen u nosu helikoptera. Na primjer, kanadski mornarički helikopteri bit će opremljeni mornaričkim nadzornim radarom APS-143B, unutar kojeg je integriran sustav raspoznavanja Mark XIIA IFF. Prezentacija svih podataka koje dobiva posada napravljena je tako da pilot ne treba dešifrirati ili tražiti posebna objašnjenja podataka, već je dovoljno da prati situaciju koja mu se prezentira na karti jednog od prikaznika. Čak i član posade koji se nalazi u teretnom prostoru ima jedan prikaznik kako bi i on bio upoznan sa situacijom.
Tijekom pregleda helikoptera, ali i tijekom leta, HUMS sustav (health and usage management system) bilježi letne parametre, ali istodobno signalizira posadi eventualne nepravilnosti u radu svih sustava helikoptera te sugerira postupke za njihovo uklanjanje. Nakon leta ili pak tijekom pregleda helikoptera zahvaljujući tom sustavu posada ili tehničari imaju uvid u stanje sustava i opreme, što ne samo da olakšava održavanje helikoptera, već i davanjem iscrpnih podataka povećava kvalitetu pregleda helikoptera.

## Inačice

### S-92
S-92 je civilna varijanta i dostupna je u brojnim inačicama. Civilna putnička transportna inačica ima unutrašnjost koja podsjeća na unutrašnjost putničkog zrakoplova s 19 komfornih sjedala u putničkoj kabini dužine 6 m, visine 1,82 m i širine 2 metra. Višenamjenska transportna inačica ima 22 mjesta okrenuta jedna prema drugom, sa stražnjom rampom. U kabini zapremnine 20,75 m³ može smjestiti tri LD3 cargo kontejnera. 

### H-92 Superhawk
Helikopter H-92 Super Hawk je vojna inačica civilnog helikoptera S-92, koji je Sikorsky dovršio krajem 1998., kada je i obavljen prvi probni let. Iako se dijelom temelji na svom generacijskom prethodniku Black Hawk/Seehawk, S-92/H-92 u potpunosti pripada helikopterima nove generacije s brojnim tehnološkim i strukturalnim poboljšanjima koja mu omogućavaju razrađeniji koncept primjene. Primarno je Super Hawk namijenjen zadaćama borbenog i neborbenog traganja i spašavanja, te različitim oblicima transporta ljudi i opreme kako u vojne tako i u civilne svrhe. Super Hawk krasi veća razina pasivne i aktivne zaštite, veći dolet, veća nosivost, jednostavnije održavanje te niži operativni troškovi. Velika pozornost pridana je sigurnosti letenja i poštovanju civilnih međunarodnih zrakoplovnih standarda, pa je tako S-92 postao prvi helikopter koji je dobio certifikat EASA/JAR (European Aviation Safety Agency/Joint Aviation Authorities) po najnovijim i najrigoroznijim standardima, a američka Savezna uprava za zračni promet ga je 2002. proglasio najsigurnijim helikopterom na svijetu.
Prazan helikopter H-92 Super Hawk teži 7531 kg, dok maksimalna težina s podvjesnim teretom iznosi 12837 kg. Maksimalnamu je brzina 306 km/h, a maksimalna krstareća brzina 280 km/h. Maksimalni dolet iznosi 1482 km, a maksimalni operativni plafon leta 4200 m. Pogonsku skupinu čine dva turbovratilna motora General Electric CT7-8C, svaki jakosti 3000 KS.
U srpnju 2002. godine H-92 Superhawk Kanada je odabrala za svoj Mornarički helikopterski program pod nazivom CH-148 Cyclone. Naručeno je 28 helikoptera, a prvi se očekuje da će ući u službu početkom 2009.

## Tehničke karakteristike (S-92)
Osnovne karakteristike
- posada: 3
- kapacitet: 19 putnika
- dužina: 17,10 m
- promjer rotora: 17,17 m
- visina: 4,71 m

Letne karakteristike
- najveća brzina: 306 km/h
- ekonomska brzina: 280 km/h
  - borbeni dolet: 999 km
- najveća visina leta: 4.270 m
- motor: 2 X General Electric CT7-8A

## Ostale tehničke karakterisitke (HH-92 Super Hawk)
- Brzina najvećeg doleta: 253 km/h
- Dolet s 19 vojnika i 20 min. rezerve: 893 km
- Dolet s 19 vojnika, bez rezerve: 974 km
- Maksimalni dolet s dodatnim tankom i 20 min. rezerve: 1.482 km
- Maksimalna visina lebdenja bez zračnog jastuka: 2.041 m
- Maksimalna visina lebdenja sa zračnim jastukom: 3.326 m
- Maksimalna poletna težina s podvjesnim teretom: 12.837 kg
- Maksimalan podvjesni teret: 4.536 kg
- Maksimalna količina goriva: 2.327 kg
- Maksimalna količina goriva s dodatnim rezervoarom: 3.460 kg